# Papferding
Papferding ist ein Gemeindeteil von Bockhorn im Oberbayerischen Landkreis Erding. 

## Geografie
Das Kirchdorf liegt auf der Gemarkung Salmannskirchen im Erdinger Holzland, vier Kilometer südlich von Bockhorn und sechs Kilometer östlich von Erding entfernt. 
Die Strogen fließt am südlichen Ortsrand vorbei.

## Bau- und Bodendenkmäler
In der Liste der Baudenkmäler in Bockhorn  wird die römisch-katholische Filialkirche Heilig Kreuz erwähnt. Die barocke Saalkirche mit eingezogenem geraden Chor und Zwiebelturm von Hans Kogler aus dem Jahr 1692.

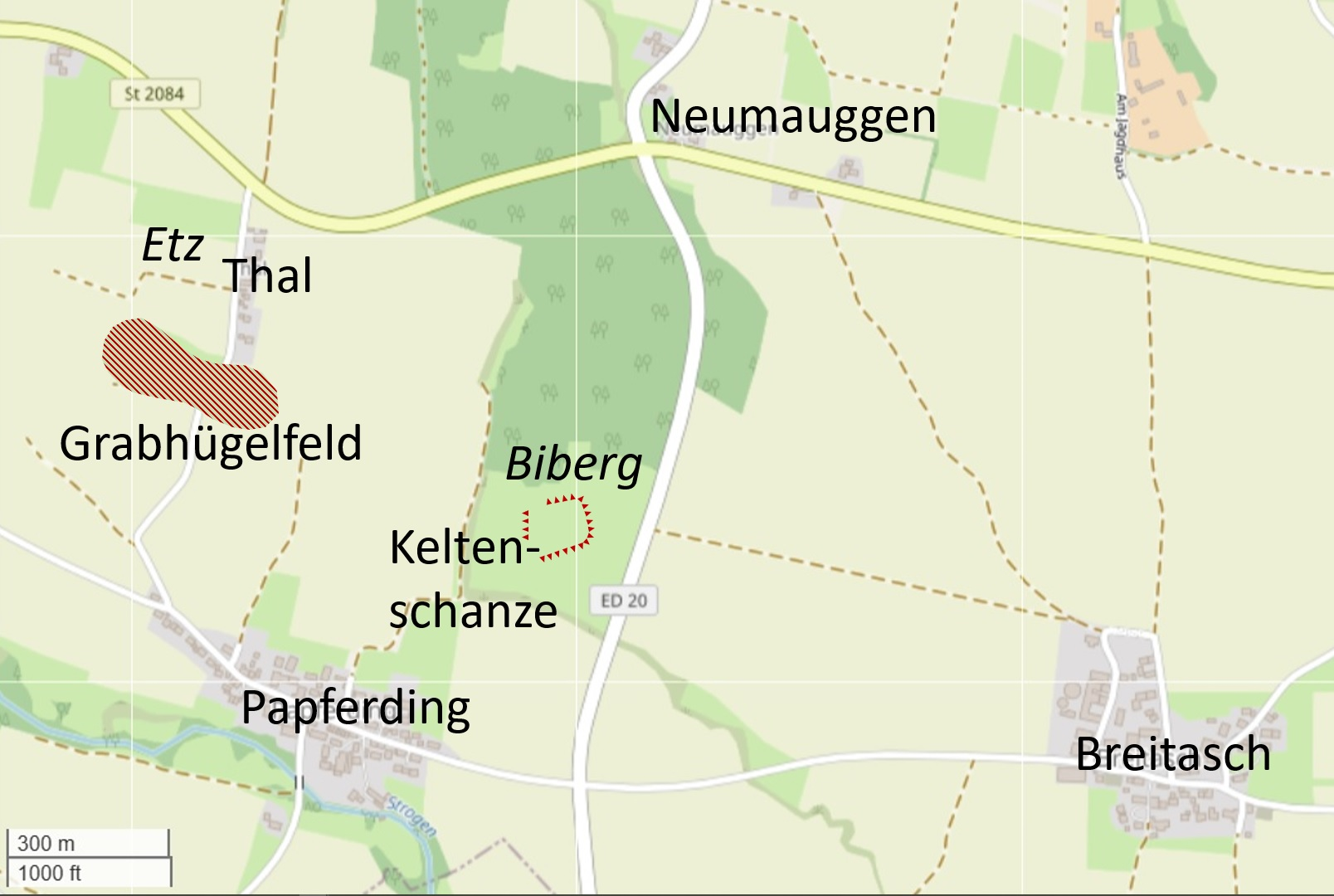
Viereckschanze und Grabhügelfeld

Eine verebnete Viereckschanze der späten Latènezeit sowie eine Siedlung des Endneolithikums, der Bronzezeit und der Mittel-, Spät- und Endlatènezeit sind als Bodendenkmale geschützt und in der Liste der Bodendenkmäler in Bockhorn (Oberbayern) aufgeführt.

## Verkehr
Die Staatsstraße 2084 verläuft einen Kilometer nördlich.

Ortsansicht Papferding v Nordwest